# Naumburger BC 1920
Der Naumburger Ballspiel Club 1920 e.V. war ein Sportverein in Naumburg im deutschen Bundesland Sachsen-Anhalt. Seit seiner Neugründung 1991 betrieb er nur Fußballsport. Im Jahr 2010 hatte er 167 Mitglieder. Die Vereinsfarben waren Rot-Weiß. Der Verein nutzte den Sportplatz Saalestraße im Norden der Stadt, der über 6.000 Stehplätze verfügt.

## Vereinsentwicklung
Der Naumburger BC 1920 wurde 1920 in Konkurrenz zur ab 1905 bestehenden Naumburger Sportvereinigung 05 gegründet. Der BC 1920 stand jedoch bis zum Ende des Zweiten Weltkriegs im Schatten der erfolgreicheren SpVgg 05. Nach Kriegsende wurden beide Vereine auf der Grundlage der Direktive Nr. 23 des Alliierten Kontrollrats der Besatzungsmächte zum 1. Januar 1946 aufgelöst. Nach einer Übergangszeit mit lose organisierten Sportgemeinschaften gründete 1947 das Werkzeugmaschinenwerk Gehring die Betriebssportgemeinschaft (BSG) MWM Vorwärts Naumburg. Nach der Verstaatlichung des Maschinenwerkes spaltete sich die BSG zwischen 1949 und 1950 in neue Betriebssportgemeinschaften auf. Als eine der wettkampfstärksten entwickelte sich die BSG Einheit mit Sportsektionen wie Fußball, Boxen, Rollschuh- und Eiskunstlauf, Rudern, Kegeln und Motorsport. Besonders erfolgreich waren die Rollschuhläufer, die mit Renate Loeser zwischen 1955 und 1961 eine fünffache DDR-Meisterin hervorbrachten. 1964 schlossen sich die BSG Einheit und die BSG Rotation zur TSG Naumburg zusammen, vor allem um den Fußball zu stärken. Aus der TSG ging auch die spätere Vizeweltmeisterin im Rudern Renate Bänsch hervor. 1975 übernahm das Möbelwerk WiWeNa die Trägerschaft über die Sportgemeinschaft, die damit zur BSG WiWeNa Naumburg wurde. 1981 wurde noch einmal der Name in BSG MEWA verändert. Nachdem infolge der politischen Wende von 1989 das System der Betriebssportgemeinschaften zusammenbrach, wurde 1991 der Naumburger BC 1920 neu gegründet. 2010 lehnten die Mitglieder des BC 1920 eine Fusion mit dem Naumburger SV 05 ab. Die fünf Jahre später geplante Fusion zur Saison 2015/16 fand auch weiterhin nicht statt, im März 2016 entschied man schließlich, die Fusion vor Beginn der Saison 2016/17 durchzuführen und den Namen SC Naumburg anzunehmen.

## Entwicklung des Fußballsports
Der Naumburger BC stand bis zum Ende des Zweiten Weltkriegs im Fußball stets im Schatten der Naumburger SpVgg 05. Erst als 1964 die TSG Naumburg als eine der Nachfolgegemeinschaften des NBC gegründet wurde, übernahm diese die Führerschaft im Naumburger Fußball. Diese führte jedoch nur bis zur Drittklassigkeit, als die TSG 1966 in die Bezirksliga Halle aufstieg. Die Bezirksliga war zunächst nur ein dreijähriges Intermezzo, erst zwischen 1973 und 1980 konnten sich die TSG bzw. die Nachfolge-BSG WiWeNa für einen längeren Zeitraum in der Bezirksliga halten. Nach dem Abstieg von 1980 gelang bis zum Ende des DDR-Fußballsystems nicht mehr die Rückkehr in den höherklassigen Fußball.
In der Abstiegssaison 1979/80 machte WiWeNa Naumburg kurzfristig DDR-weit auf sich aufmerksam. Als Pokalsieger des Bezirkes Halle hatten sich die Naumburger für den DDR-Fußballpokalwettbewerb (FDGB-Pokal) 1979/80 qualifiziert. Am 19. August 1979 traf die WiWeNa in der I. Pokalhauptrunde auf die zweitklassige BSG Motor Nordhausen und unterlag nur knapp mit 1:2.
Nachdem 1991 der ostdeutsche Fußball auf das DFB-Spielsystem umgestellt worden war, entwickelte sich in Naumburg eine echte Konkurrenz zwischen den beiden Fußballvereinen Naumburger BC und Naumburger SpVgg. Zeitweise spielten beide Mannschaften direkt in der Landesliga gegeneinander. In die damals siebtklassige Landesliga stieg der Naumburger BC 2002 auf, ab 2009 gab es ein Hin und Her zwischen Landesliga und Landesklasse.

## Personen von besonderer Bedeutung
- Renate Bänsch, Vizeweltmeisterin im Rudern für die TSG Naumburg
- Peter Kalinke, DDR-Fußballnationalspieler begann bei der BSG Rotation
- Renate Löser, Rollschuhläuferin bei der BSG Einheit, fünfmalige DDR-Meisterin
- Andreas Wagenhaus, Fußballspieler in der DDR-Oberliga- und Bundesliga, begann bei der TSG